# Camila Fuentes
Camila Fuentes (* 29. September 1995 in El Paso, Texas, Vereinigte Staaten) ist eine ehemalige mexikanische Tennisspielerin.

## Karriere
Fuentes begann mit zehn Jahren das Tennisspielen. Sie spielt hauptsächlich Turniere auf dem ITF Women’s Circuit, bei denen sie sechs Turniersiege im Doppel erringen konnte.
Auf der WTA Tour startete sie 2012 mit einer Wildcard bei den Whirlpool Monterrey Open in der Qualifikation, schied dort aber bereits in der ersten Runde gegen Maria João Koehler mit 3:6 und 1:6 aus. Ebenfalls mit einer Wildcard startete sie 2014 bei den Monterrey Open in der Qualifikation, wo sie ebenfalls bereits in der ersten Runde gegen Marta Domachowska in drei Sätzen ausschied; ebenso erging es ihr im Hauptfeld des Doppelwettbewerbs.
Ihre beste Weltranglistenpositionen erreichte sie im Einzel im Mai 2015 mit Platz 617 und im Doppel im August desselben Jahres mit Platz 433. Ihr bislang letztes Match spielte sie beim ITF-Turnier in Bad Saulgau im August 2015. Seit Ende Juli 2016 wird sie nicht mehr in den Weltranglisten geführt.

## Turniersiege

### Doppel
| Nr. | Datum            | Turnier         | Kategorie   | Belag     | Partnerin           | Finalgegnerinnen                      | Ergebnis          |
| --- | ---------------- | --------------- | ----------- | --------- | ------------------- | ------------------------------------- | ----------------- |
| 1   | 27. Oktober 2012 | Victoria        | ITF $10.000 | Hartplatz | Blair Shankle       | Alejandra Cisneros Victoria Rodríguez | 7:64, 6:1         |
| 2   | 24. August 2013  | San Luis Potosí | ITF $15.000 | Hartplatz | Carolina Betancourt | Ana Sofía Sánchez Marcela Zacarías    | 6:2, 6:3          |
| 3   | 13. Juni 2014    | Coatzacoalcos   | ITF $10.000 | Hartplatz | Marcela Zacarías    | Kolumbien Paula Andrea Pérez García   | 6:2, 6:2          |
| 4   | 3. April 2015    | Manama          | ITF $10.000 | Hartplatz | Fatma Al-Nabhani    | Stamatia Fafaliou Jasmin Jebawy       | 6:2, 7:63         |
| 5   | 13. Juni 2015    | Manzanillo      | ITF $10.000 | Hartplatz | Francesca Segarelli | Constanza Gorches Giuliana Olmos      | 2:6, 6:4, [10:5]  |
| 6   | 26. Juni 2015    | Manzanillo      | ITF $10.000 | Hartplatz | Zoe Gwen Scandalis  | Carolina Betancourt Daniela Seguel    | 6:3, 5:7, [12:10] |